# Chioninia nicolauensis
Chioninia nicolauensis (сан-ніколайський сцинк) — вид сцинкоподібних ящірок родини сцинкових (Scincidae). Ендемік Кабо-Верде.

## Поширення і екологія
Сан-ніколайські сцинки є ендеміком острова Сан-Ніколау в групі островів Барлавенту. Вони живуть в кам'янистих напівпустельних районах, в сухих чагарникових заростях та на сухих луках, трапляються на полях і плантаціях.